# Diocese de Daltonganj
A Diocese de Daltonganj (Latim:Dioecesis Daltonganiensis) é uma diocese localizada no município de Daltonganj, no estado de Jarcanda, pertencente a Arquidiocese de Ranchi na Índia. Foi fundada em 5 de junho de 1971 pelo Papa Paulo VI. Com uma população católica de 69.200 habitantes, sendo 2,1% da população total, possui 23 paróquias com dados de 2020.

## História
Em 5 de junho de 1971 o Papa Paulo VI cria a Diocese de Daltonganj através do território da Arquidiocese de Ranchi. Em 1995 a diocese perde território para a formação da Diocese de Hazaribag.

## Lista de bispos
A seguir uma lista de bispos desde a criação da diocese em 1971.
|                             | Nome                       | Período     | Notas                      |
| Bispos                      | Bispos                     | Bispos      | Bispos                     |
| --------------------------- | -------------------------- | ----------- | -------------------------- |
| 4º                          | Theodore Mascarenhas, S.X. | 2023-       | Atual                      |
| 3º                          | Gabriel Kujur, S.J.        | 1997 - 2016 |                            |
| 2º                          | Charles Soreng, S.J.       | 1989 - 1995 | Nomeado bispo de Hazaribag |
| 1º                          | George Victor Saupin, S.J. | 1971 - 1987 | Nomeado bispo de Bhagalpur |
| Administradores apostólicos |                            |             |                            |
|                             | Theodore Mascarenhas, S.X. | 2021-2023   | Nomeado Bispo diocesano    |
|                             | Jojo Anand                 | 2016 - 2021 |                            |